# Pierre d'Orgemont
Pierre (1er) d’Orgemont est né à Lagny-sur-Marne vers 1315 et mort à Paris en 1389. Il semble être le fils de Jean d’Orgemont, bourgeois de Lagny qui possédait des immeubles à Paris, rue Saint-Antoine. À moins qu'il soit le fils du Pierre d’Orgemont qui figure dans les testaments de Louis X et de Philippe le Long.

## Biographie
Pierre d’Orgemont fait des études de juriste et commence sa carrière en 1340 comme simple avocat au Parlement de Paris où il est nommé maître clerc en mai 1347, puis premier président en 1355.
Durant la captivité en Angleterre du roi Jean le Bon, fait prisonnier à la bataille de Poitiers (1356), il sait faire preuve, malgré les périls, d’une loyauté sans faille envers la couronne, notamment pendant la révolte des États généraux de 1357 conduite par Étienne Marcel, ce qui lui vaudra la reconnaissance du dauphin, le futur Charles V.
Le 20 novembre 1373 il est, après Guillaume de Dormans en 1372, le deuxième et dernier chancelier de France à être élu par un collège d’électeurs réuni par Charles V,  :
« L'an mil trois cens soixante et treze, le dimanche XXe de novembre, le roy nostre sire tint son grant et general Conseil au Louvre, de Prelats, de princes de son lignage, barons et autres nobles, des seigneurs de Parlement, des requestres de son Hostel, des Comptes, et autres conseillers jusque au nombre de six vingt et dix personnes ou environ, pour eslire chancelier de France. »
Au Noël 1373, Pierre d'Orgemont est fait chevalier. Il reste chancelier de France jusqu'à sa démission en 1380, à la suite de la mort du roi dont il est l'exécuteur testamentaire. À cette date, il devient maître des requêtes au parlement de Paris.
En 1384, il est nommé chancelier du Dauphiné par Charles VI. Il contribue à la rédaction des Grandes Chroniques de France pour la période 1350-1380.
Le 26 mai 1386, il achète la seigneurie de Chantilly aux derniers bouteiller de Senlis. Il entreprend aussitôt d’y faire construire un imposant château entouré de douves en eau qui sera achevé par son fils Amaury, après sa mort qui survient le 23 juin 1389 en l'hôtel des Tournelles de Paris.
Pierre d'Orgemont était inhumé dans la chapelle de la Nativité du prieuré Sainte-Catherine-du-Val-des-Écoliers, démoli en 1783. Ce prieuré, qui jouxtait les jardins de l'hôtel des Tournelles, était situé à l'emplacement de l'actuelle place du Marché-Sainte-Catherine. Sur sa pierre tombale, on pouvait lire :
« [Cy gyst] Monsieur Messire Pierre d'Orgemont, chevalier, chancelier de France et du Dauphiné, qui trépassa l'an MCCCLXXXIX, le XXe jour de juing; Et madame Marguerite de Voisines, Jadis femme dudict monsieur Pierre d'Orgemont, qui trépassa l'an MCCCLXXX, le XXIIIe jour de Mars. »

## Titres et propriétés
- Chancelier de France
- Chancelier du Dauphiné.
- Président et maître des requêtes au Parlement de Paris
- Chevalier
- Capitaine de Vincennes
- Seigneur de Méry-sur-Oise, Moussy-le-Neuf, Chantilly, Montjay et autre lieux.

## Descendance et succession
Marié à Marguerite de Voisines, Pierre d’Orgemont eut dix enfants, dont quatre fils : 
- Pierre II, (<1343-1409) doyen de Saint Martin de Tours, évêque de Paris, évêque de Thérouanne, conseiller au Parlement de Paris, président de la Chambre des Comptes, seigneur Noisy-le-Sec (Clacy-Montjay), Aulnay-sous-Bois (Nonneville) et Montauban.
- Amaury (ou Amauri), (vers 1350-11/7/1400), doyen de Saint-Martin de Tours, seigneur de Chantilly, chancelier du duc d’Orléans, maître des comptes et des requêtes de l’hôtel du roi Charles VI, chambellan du duc de Bourgogne, membre du Grand Conseil en 1395. Il fut chargé de plusieurs missions diplomatiques en Gueldre et en Italie[9]. Père de Pierre II ou III alias Jean, lui-même père de Pierre III ou IV et de Marguerite d'Orgemont ci-dessous.
- Nicolas, dit « le Boiteux » (?-1416), chanoine à Notre-Dame de Paris, conseiller clerc au Parlement, membre de la Chambre des Comptes. À la suite de sa participation au complot cherchant à ramener Jean-sans-Peur à Paris en 1414, il fut condamné en 1416 à la confiscation de ses biens et mourut dans les prisons de l’évêque d’Orléans peu de temps après.

« Et le XXIIIIe jour dudit moys d'avril 1416, fut (mené) en ung tumberel à boue, le doyen de Tours, chanoyne de Paris, frère de l'évêque de Paris de devant cellui qui pour lors estoit nommé Nicole d'Orgemont, filx de feu Pierre d'Orgemont. En ce point, vestu d'un gran mantel viollet, et chaperon de même, fut mené es halles de Paris.[]Et à ces deux on coppa les testes, voyant ledit d'Orgemont, lequel n'avoit qu'un pié, et après la justice fut ramené (sans oster dudit tomberel) en prison ou chastel de Sainct-Antoine, et environ quatre jours après, fut presché au parvis Nostre-Dame et condampné en chartre perpétuelle au pain et à l'eaue. ».
- Guillaume, (13..-1421) seigneur de Méry, panetier de Philipe le Hardi (1384), maître des eaux et forêts du duc  Louis d’Orléans (1394) dont il est proche. Trésorier  des guerres du Roi de 1396 à 1399. Époux de Marguerite de Saint-Maure (fille de Pierre II, seigneur de Montgaugier et de Marguerite d'Amboise) avec laquelle il eut
  - Pierre IV, prévôt d'Anjou dès 1406
  - Philippe, marié par contrat  en 1409 avec Marie Boucher, (fille d'Arnoul, seigneur de Piscop, maître des comptes) parents de :
    - Charles, seigneur de Méry, époux de Jeanne Dauvet (postérité)
    - Aleaume, (mort sans postérité)
    - Jean , seigneur du Plessis (?), mort après 1499, époux de Jeanne de Saint-Méry (sans postérité)
    - Jeanne, épouse Henry Roussel, seigneur de Chaillot, mort en 1445 et en secondes noces Gérard du Drac, seigneur de Cloyes
    - Isabelle, épouse de Simon Charles, seigneur du Plessis-Piquet dont (une nombreuse descendance)
    - Marguerite, épouse Jean III de Billy, seigneur de Mauregard.

  - Jean sur lequel on ne possède pas de renseignement et
  - Thévenin (un enfant illégitime)

Le 13 mars 1387 Pierre Ier d'Orgemont organisa sa succession entre ses divers héritiers. L’énumération de ses biens est impressionnante. Pierre d’Orgemont est, avec ses deux fils Pierre et Amaury, à l’origine d’une des plus importantes fortune du XIVe siècle français.
C’est son arrière-petit-fils, Pierre III ou IV d'Orgemont qui, faute d’héritier direct, lèguera en 1484 le Château de Chantilly à son neveu, Guillaume de Montmorency, fils de Marguerite d'Orgemont ci-dessus et de Jean II de Montmorency, père du connétable Anne de Montmorency.